# Elecciones presidenciales de Kazajistán de 2011
Elecciones presidenciales se celebraron en Kazajistán el 3 de abril de 2011, estando originalmente programadas para 2012. El presidente en ejercicio, Nursultan Nazarbayev, fue reelegido con un 95,55% de los votos.
Las elecciones se convocaron después de que el Consejo Constitucional rechazara un plan para celebrar un referéndum para aumentar los límites del mandato del presidente hasta 2020.
Nazarbayev fue reelegido para un tercer mandato con el 95% de los votos y un 90% de participación, frente a tres candidatos nominales. La Organización para la Seguridad y la Cooperación en Europa (OSCE) se quejó de la falta de transparencia y competencia en la votación.

## Resultados
Los resultados fueron:
| Candidato                        | Partido                                    | Votos     | %        |
| -------------------------------- | ------------------------------------------ | --------- | -------- |
| Nursultan Nazarbayev             | Nur Otan                                   | 7.850.958 | 95,55 %  |
| Ghani Qassymow                   | Partido de los Patriotas                   | 159.036   | 1,94 %   |
| Schambyl Achmetbekow             | Partido Comunista del Pueblo de Kazajistán | 111.924   | 1,36 %   |
| Mels Jeleussisow                 | Independiente                              | 94.452    | 1,15 %   |
| Total (participación del 90,0 %) | Total (participación del 90,0 %)           | 8.216.370 | 100,00 % |